# انتخابات مجلس شورای اسلامی (۱۳۸۳–۱۳۸۲)
انتخابات دوره هفتم مجلس شورای اسلامی.

## نتیجهٔ انتخاب
رد صلاحیت همه نامزدها و حتی نمایندگان مجلس ششم با حربه نظارت استصوابی شورای نگهبان 
در این انتخابات، بسیاری از نامزدهای اصلاح طلب و منتقد رهبری رد صلاحیت شدند و فضای انتخابات کاملا به نفع جناح محافظه کار و طرفدار حاکمیت مطلقه مهندسی شد.
واجدین شرایط: ۴۶ میلیون و ۳۵۱ هزار و ۳۲ نفر (بدون احتساب حوزهٔ انتخابیه بم)

شرکت‌کنندگان: ۲۳ میلیون و ۴۳۸ هزار و ۳۰ نفر (۵۰٫۵۷٪)

تعداد شعب اخذ رأی: ۳۹ هزار و ۸۸۵

تعداد شعب شهرها: ۲۰ هزار و ۵۴۲ (۵۲٪)

تعداد شعب روستاها: ۱۹ هزار و ۳۴۳ (۴۸٪)